# 梅兆荣
梅兆荣（1934年2月—2023年11月22日），男，上海崇明人，中华人民共和国政治人物、外交官，1953年7月加入中国共产党。

## 生平
1951年，进入北京外国语学院英语系学习。1953年8月，被选派留学民主德国莱比锡卡尔·马克思大学攻读日耳曼语言文学。1956年毕业，留在驻民主德国大使馆工作。1963年，回国任外交部苏联东欧司科员，后升任副处长。1970年，再次外派驻民主德国大使馆任职。1972年，参与中国与西德建交谈判，建交后任驻联邦德国大使馆二等秘书。1975年，回国到外交部干校劳动。1977年，任外交部西欧司副处长，后升任处长、副司长。1985年，升任外交部西欧司司长。1988年5月，出任中华人民共和国驻德意志联邦共和国大使。1992年，职级提升为副部级。1997年1月，任中国人民外交学会会长。2003年3月，卸任会长一职。2023年11月22日，梅兆荣在北京病逝，得年89岁。
梅兆荣是政协第八届全国委员会委员。